# Colón (distrito)
Colón é um distrito da província de Colón, Panamá. Possui uma área de 1.504,80 km² e uma população de 174.059 habitantes (censo 2000), perfazendo uma densidade demográfica de 115,67 hab./km². Sua capital é a cidade de Colón.